# Tableau vivant

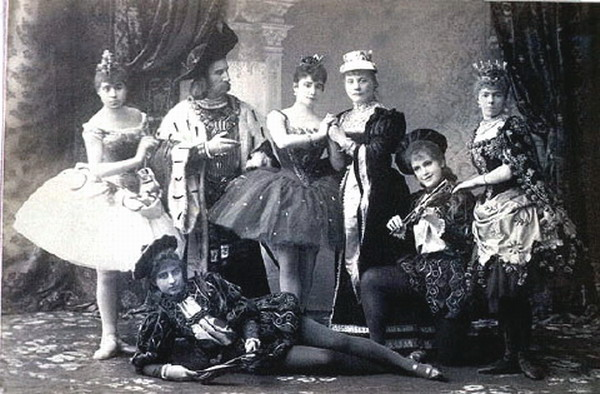
Eine „Gruppe“ aus dem Mariinski-Theater in Sankt Petersburg 1890

Als Tableau vivant (frz. „lebendes Bild“, Plural tableaux vivants) bezeichnet man eine Darstellung von Werken der Malerei und Plastik durch lebende Personen. Diese Mode kam gegen Ende des 18. Jahrhunderts auf.

## Definition

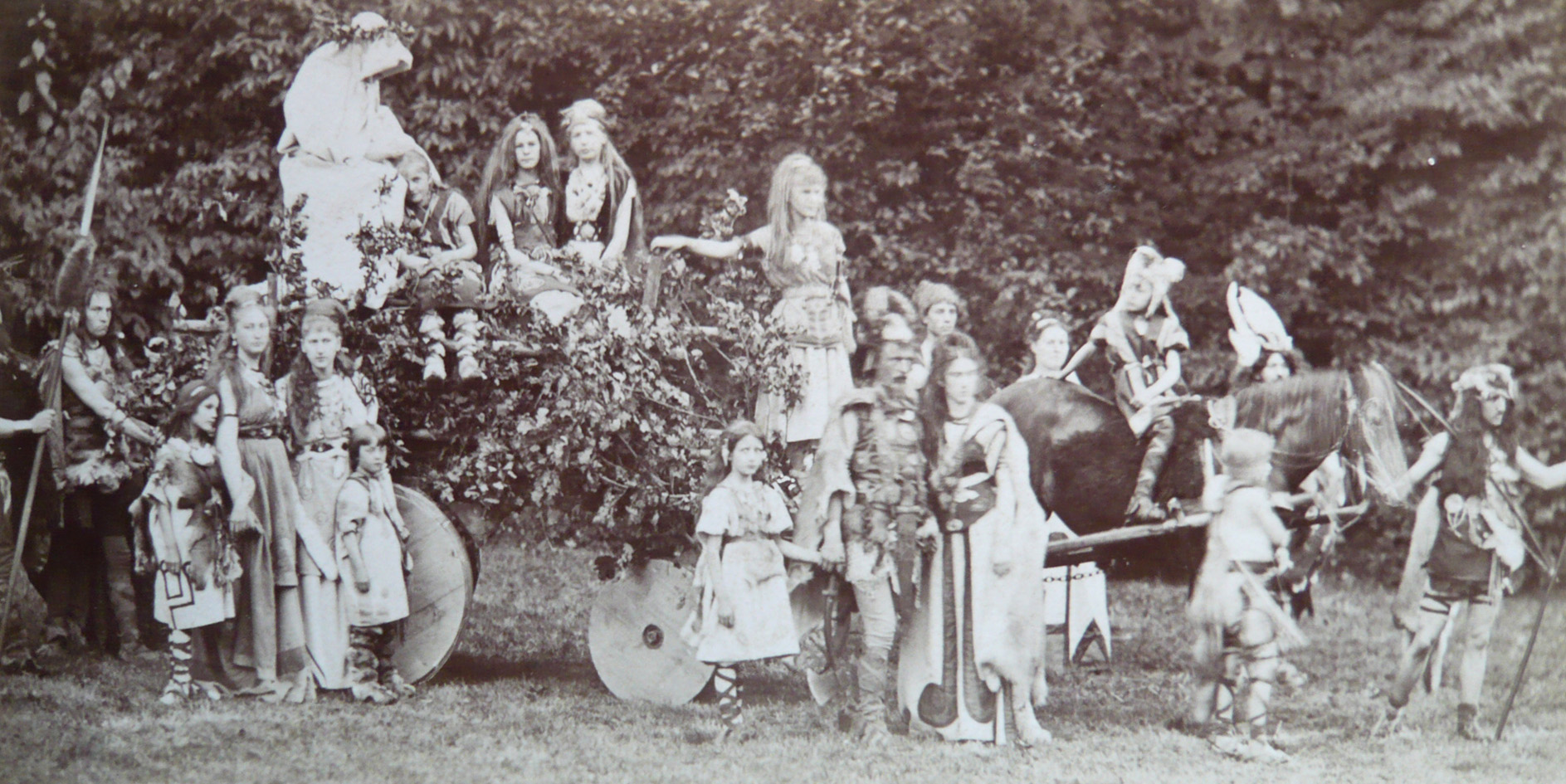
Tableau vivant „Germanenzug“ (Arrangement: Albert Baur; Dekoration: Andreas Achenbach; Foto: Photographische Anstalt von Gustav Overbeck) aus einem Festspiel im Künstlerverein Malkasten anlässlich eines Besuchs von Kaiser Wilhelm I. in Düsseldorf, 1877

Als Erfinderin nennt Meyers Konversations-Lexikon Madame de Genlis, die Erzieherin der Kinder des Herzogs von Orleans. Sie soll zur Belehrung und Unterhaltung ihrer Zöglinge solche Darstellungen arrangiert, und sich dabei der Hilfe der Maler Jacques-Louis David und Jean-Baptiste Isabey bedient haben. Bekannter wurden die öffentlichen Nachahmungen antiker Statuen durch Lady Hamilton, die oft für Gemälde Modell gestanden hat und die Kunst des Stillhaltens auch auf die Bühne brachte. Mit ähnlichen Darstellungen wurde auch die Schauspielerin Henriette Hendel-Schütz bekannt. Der französische Fotograf Olympe Aguado schuf in der ersten Hälfte der 1860er Jahre derartige bei der Aristokratie und der Bourgeoisie beliebten tableaux vivants, die er mit seiner Familie inszenierte, aber nie ausgestellt wurden.
Lebende Bilder im engeren Sinn sind allerdings keine Solodarbietungen (Attitüden), sondern Gruppenbilder. Seit dem 18. Jahrhundert enthalten die Aufführungen der Oberammergauer Passionsspiele in ununterbrochener Tradition zahlreiche lebende Bilder aus dem Alten Testament. Lebende Bilder wurden im 19. Jahrhundert zu einem zentralen szenischen Gestaltungsmittel, auf der Theaterbühne ebenso wie bei höfischen oder bürgerlichen Festen. Sie waren integrale Bestandteile von Militärparaden, Bühnen- und Gesellschaftstänzen. Geeignete Beleuchtung und auch Musikbegleitung hatten für ihre Wirkung einige Bedeutung. Jean Sibelius komponierte etwa seine Tondichtung Finlandia (1900) für eine Folge lebender Bilder.
Vor allem wurden lebende Bilder eingesetzt, um einen klaren Abschluss bewegter Aktionen anzuzeigen. Häufig anzutreffen war im Theater des 19. Jahrhunderts eine unbewegliche Gruppe der Schauspieler, während der Vorhang fiel. Dazu steht im Textbuch die Anweisung „Gruppe“. Bis heute bilden Tänzer nach einem Tanz oder Artisten zum Applaus nach einem gelungenen Trick eine Gruppe (das sogenannte Kompliment).

## Bildvorlagen

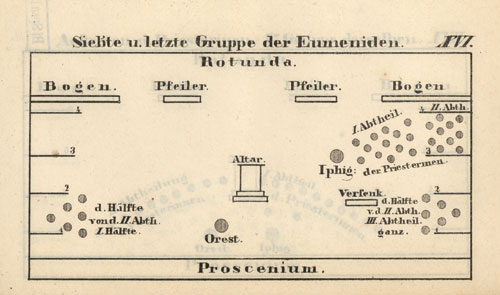
Gruppe in einem gedruckten Regiebuch von 1841

In „Gruppenbüchern“ wurden lebende Bilder für jede Gelegenheit zur Nachahmung empfohlen, manchmal mit Bändern und ähnlichen Requisiten. Das frühe Turnen bestand zum Teil aus dem Einstudieren lebender Bilder, etwa mit patriotischen Sujets. In manchen Sportarten haben sich bis heute Traditionsreste davon erhalten.
Das Posieren zur Nationalhymne oder für ein Foto stammt von der Tradition der lebenden Bilder her. In der Fotografie wird der Ausdruck „lebende Bilder“ manchmal für eine gestellt wirkende, besonders symbolhafte Komposition verwendet, die an Historienmalerei oder Genremalerei erinnert.

## Revue
Zu Beginn des 20. Jahrhunderts bekamen lebende Bilder einen Sensationswert, indem sie von nackten Darstellern präsentiert wurden, wie etwa von Olga Desmond. In der Revue wurden Nackte geduldet, solange sie sich nicht bewegten, etwa im Windmill Theatre London, wie es im Film Lady Henderson präsentiert (2005) gezeigt wird.

## Heutige Verbreitung

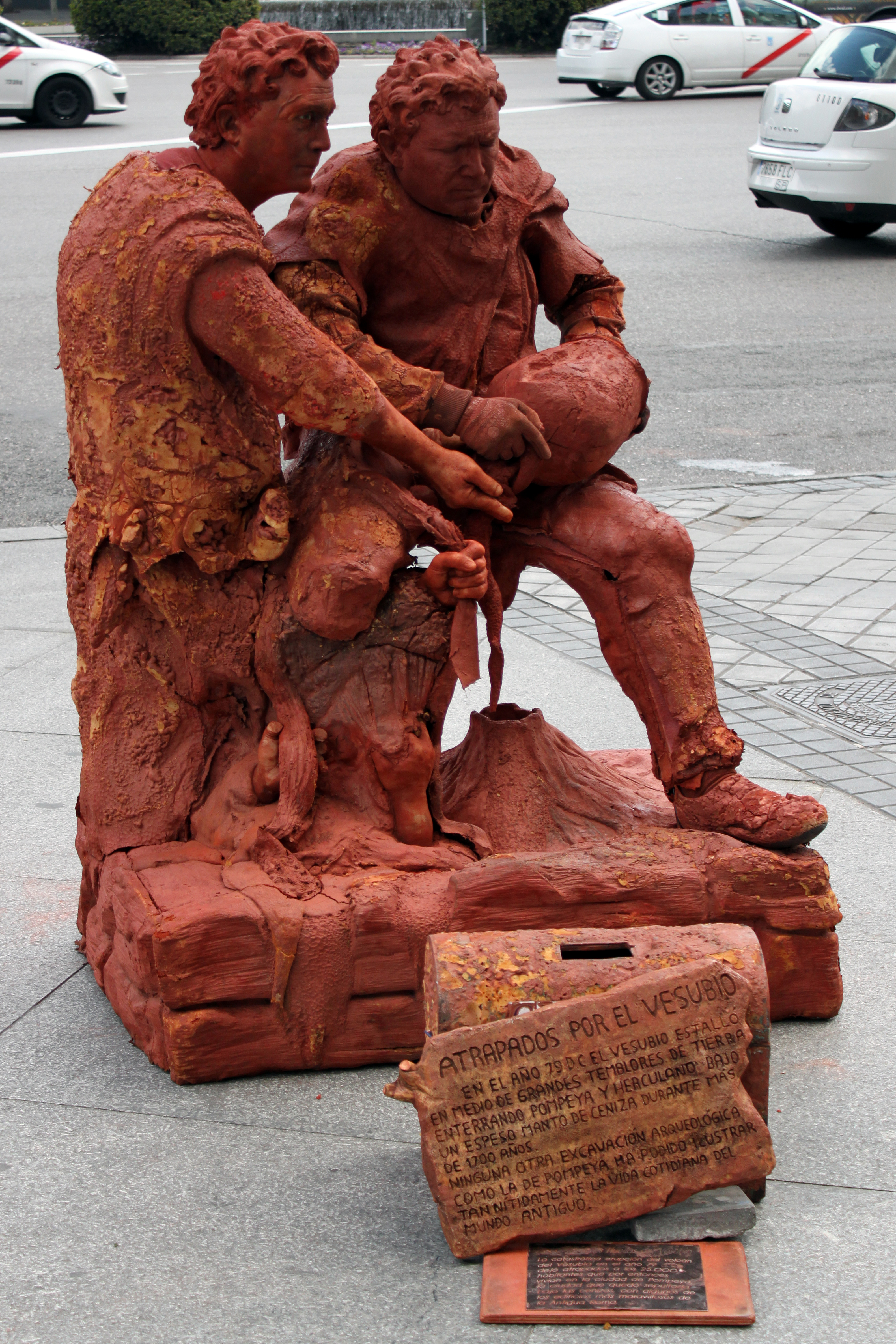
Lebende Statuen in Madrid

Bis in die heutige Zeit sind lebende Bilder in der Kunstform der lebenden Statuen populär geblieben, die häufig als Straßenkünstler oder als Walking Acts auf Festivals, Messen oder vergleichbaren Veranstaltungen auftreten. Der Reiz hierbei besteht im ungewöhnlich langen Verharren in einer regungslosen Pose, das gelegentlich durch eine überraschende, meist betont sparsame Interaktion mit dem Publikum (zum Beispiel ein Augenzwinkern) unterbrochen werden kann. Ensemble-Darbietungen mehrerer Personen sind in diesem Bereich jedoch eher die Ausnahme.